# Easley (Karolina Południowa)
Easley – miasto w Stanach Zjednoczonych, w stanie Karolina Południowa, w hrabstwie Pickens.